# Klášter boromejek (Zákupy)
Klášter boromejek v Zákupech je označení používané pro Dům řeholních sester sv. Karla Borromejského na náměstí (dnes Svobody) městečka Zákupy. Dům byl školou i výchovným ústavem. Jeho postavení umožnil excísař Ferdinand V. svou nadací v roce 1864. Dnes je objekt používán hlavně jako pošta.

## Historie
Bývalý císař Ferdinand V. se svou manželkou Marií Annou využívali od roku 1850 zámek v Zákupech jako jedno ze dvou svých letních sídel. Městečku několikrát pomohli v jeho rozvoji. V roce 1865 se z jeho peněz postavil na náměstí (dnes náměstí Svobody) Dům řeholních sester sv. Karla Borromejského, kde vznikla dvoutřídní obecná škola. Boromejky vyučovaly německy. Objekt byl zároveň vzdělávacím dívčím ústavem, jehož součástí byl penzionát. Do nové školy přešly dívky ze smíšené zákupské školy, učit se v ní začalo v roce 1866. Dospívající dívky dívčího ústavu zpravidla bydlely v zákupských rodinách (byly i z Prahy) a na vyučování docházely či dojížděly.
Na pohlednicích z let 1900–1925 byl objekt nazýván Nonnenkloster (ženský klášter), případně Klosterschule (klášterní škola).
Po roce 1945 byly v budově na náměstí provozovány páté a vyšší třídy druhého stupně jednotné školy. V roce 1951 byl klášter boromejek uzavřen. Škola byla později osmiletou střední, pak základní devítiletou. V roce 1963 byla postavena nová škola a zdejší prostory byly postupně žáky opuštěny.
V Zákupech existoval ještě jeden klášter, kapucínů. Postaven byl v letech 1679 až 1685, v roce 1950 byl zrušen, postupně zdevastován vojskem a dnes je uzavřen a v dezolátním stavu.

## Popis objektu
Jedná se o mohutnou dvoupatrovou budovu, kde se uplatnily v době stavby slohy gotické s pozdně klasicistními. Na střeše byla vybudována sanktusová vížka. Uvnitř byla vybudována kaple.